# Aaron Burr
Aaron Burr, Jr. (n. 6 februarie 1756, Newark, New Jersey, SUA – d. 14 septembrie 1836, New York City, New York, SUA) a fost un politician american, al treilea vicepreședinte al SUA în perioada 1801-1804. A participat la Războiul de Independență al Statelor Unite ale Americii, iar după asta a devenit un politician și avocat de succes.

## Duelul Aaron Burr - Alexander Hamilton
Aaron Burr a avut numeroase conflicte de idei și principii cu Alexander Hamilton. Hamilton a influențat modul cum s-au terminat alegerile prezidențiale din anul 1801, pierdute de Burr în fața lui Thomas Jefferson.
Burr a fost obligat să se lanseze în campania electorală pentru funcția de guvernator al New York-ului, după ce a pierdut funcția de vicepreședinte, dar Hamilton nu a fost mulțumit și a lansat o campanie împotriva lui Burr. El reclama că Burr ar fi susținut mișcarea secesionist-federalistă din New York, ceea ce l-a costat pe Burr pierderea alegerilor. Burr l-a convocat pe Hamilton la un duel cu pistoale. În ciuda faptului că duelul cu pistoale devenise ilegal în urma legii din 11 iulie 1804, Burr a acceptat pe loc.
Cei doi politicieni rivali s-au întâlnit în afara orașului Weehawken, lângă New Jersey, iar Hamilton a fost împușcat mortal de Burr. Hamilton a murit exact în locul unde fiul său murise într-un duel petrecut cu trei ani în urmă. Burr nu a fost condamnat pentru uciderea lui Hamilton, dar răzbunarea sa l-a costat cariera politică.